# Ludwik Waryński

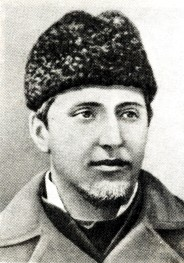
Ludwik Tadeusz Waryński

Ludwik Tadeusz Waryński (* 12. Septemberjul. / 24. September 1856greg. in Martynówka, Russisches Kaiserreich, heute Ukraine; † 2. März 1889 in Haft auf der Festung Schlüsselburg) war ein polnischer Politiker und Gründer der ersten polnischen Arbeiterpartei „Proletariat“ (1882).

## Leben
Sein Vater nahm 1863 am Januaraufstand teil. Ab 1865 besuchte Ludwik das Gymnasium in Bila Zerkwa, und 1874 begann er ein Studium in Sankt Petersburg, das er jedoch im Jahr darauf wegen Studentenunruhen abbrechen musste. 1876 ließ er sich in Warschau nieder und gründete die erste sozialistische Zeitschrift im russischen Kongresspolen. Gleichzeitig besuchte er die landwirtschaftliche Schule in Pulawy, arbeitete in Warschau als Redakteur von zwei sozialistischen Zeitungen sowie als Schlosser in einer Fabrik. 1879 fand ihn die zaristische Polizei in Warschau und verwies ihn aus Russland.
Er zog nach Lemberg und später nach Krakau, die damals beide zum österreichischen Galizien gehörten, und setzte dort seine sozialistische Arbeit fort. Er wurde von der österreichischen Polizei am 8. Februar 1879 verhaftet und blieb in Untersuchungshaft bis zu seinem Prozess im Februar 1880, bei welchem er freigesprochen, jedoch des Landes verwiesen wurde und nach Genf in die Schweiz zog. Waryński verfasste das sogenannte Brüsseler Programm, eine ideologische Standortbestimmung der polnischen Sozialisten. Während seines Aufenthaltes in der Schweiz nahm er an einem internationalen Sozialistenkongress in Chur teil und begegnete seiner zukünftigen Frau Anna Sieroszewska, mit der er einen Sohn namens Tadeusz hatte.
1882 kehrte Waryński nach Warschau zurück und gründete dort „Proletariat“, die erste polnische Arbeiterpartei. 1883 wurde er von der zaristischen Geheimpolizei verhaftet und nach einem Prozess zusammen mit 29 Mitangeklagten zu 16 Jahren Haft auf der Festung Schlüsselburg verurteilt, wo er sechs Jahre später an Tuberkulose starb.
Über die Umstände seines Todes schrieb der polnische Dichter Władysław Broniewski eine Elegie.
| Personendaten    | Personendaten            |
| ---------------- | ------------------------ |
| NAME             | Waryński, Ludwik         |
| ALTERNATIVNAMEN  | Waryński, Ludwik Tadeusz |
| KURZBESCHREIBUNG | polnischer Politiker     |
| GEBURTSDATUM     | 24. September 1856       |
| GEBURTSORT       | Martyniwka (Tscherkassy) |
| STERBEDATUM      | 2. März 1889             |
| STERBEORT        | Schlüsselburg            |